# 警視庁電話指導官〜深川真理子の事件簿
警視庁電話指導官〜深川真理子の事件簿（けいしちょうでんわしどうかん・ふかがわまりこのじけんぼ）は、2008年6月7日にテレビ朝日系の土曜ワイド劇場枠で放送された作品である。

## 概要
- このドラマ内での「電話指導官」とは、一般市民からの入電対応に関するものではなく、警察官からの、現場での事故や事件の対応処理方法や問い合わせに答える部署である。
- このドラマ内での「刑事総務課・特別捜査隊」は架空の部署であり、「落ちこぼれ刑事の吹き溜まり」という設定である。
- 電話指導官の女性と、はみだし刑事が、殺人事件の謎を解いていく。

## キャスト
- 深川 真理子（警視庁刑事総務課・電話指導官） - 菊川怜

警官だった父親が、職務質問中に逃走中の犯人に刺されて殉職したことから、「現場の警察官を守るために」働いている。
- 直江 基嗣（警視庁刑事総務課・特別捜査隊刑事） - 内藤剛志

自分の手で事件を解決するためにとことん突っ走る、真面目一徹のノンキャリアの叩き上げ。かつては捜査一課の刑事だったが、キャリア組である上司や同僚とそりが合わず、度重なる衝突の末に特別捜査隊に左遷され、妻とも離婚してしまった。
- 中津川 弘毅（警視庁刑事総務課課長、警視） - 小野武彦

かつては捜査一課の刑事であり、直江の先輩。
- 青山 圭子（警視庁刑事総務課管理官、警視） - 高畑淳子

真理子の上司。直江の元妻。
- 武部 圭一（警視庁捜査一課担当・東洋新聞記者） - 勝村政信

真理子の父親や直江とは昔から懇意の仲である。
- 梅宮 正和（警視庁捜査一課課長） - 石丸謙二郎
- 三島 雄介（警視庁捜査一課刑事） - 宇梶剛士
- 大槻 勝弘（警視庁捜査一課刑事） - 宮本大誠
- 村松 徹（墨田北交番巡査） - 鈴木浩介
- 鷺沼 公三郎（殺人事件被害者・会社社長） - 山田明郷
- 窪田 公明（鷺沼公三郎の隠し子） - 春田純一
- 菊島 隆二（鷺沼の会社の専務） - 須永慶
- 真理子の同僚 - 小川奈那、小林加奈
- 米屋の主人 - 田口主将
- 桐生 達彦（八王子西署小宮台交番巡査） - 相島一之
- 冒頭部での強盗犯 - 阿部亮平
- 冒頭部で強盗犯に人質にされる女性 - 西村いづみ
- 広瀬 睦夫（業平東署押上5丁目交番巡査） - 菊池均也
- 鷺沼宅の近所の住民 - 真下有紀、五味多恵子
- 淀川 六郎（村松が追っていた連続空き巣犯） - 市原清彦
- 警視庁捜査3係刑事 - 山上賢治
- 石倉 国夫（鷺沼の会社の課長・死亡） - 足立建夫
- 松岡 孝明（鷺沼の会社の部長・死亡） - 横尾三郎
- 内山 宏（鷺沼の会社の専務・一命を取り留める） - 高桑満
- 鷺沼の愛人 - 深沢エミ
- 真理子の知り合いの、墨田中央署婦警 - 今泉あまね
- 真理子の父親 - 小杉幸彦
- その他のキャスト - 春田ゆり、北見誠、今林久弥、和知大祐、春延朋也、小林明彦、佐藤まゆみ　その他
- スタント - 大藤直樹、向原順平、福嶌徹、西村知也、伊勢田隆弘

## スタッフ
- 脚本 - 田中一彦
- 監督 - 土方政人
- サウンドデザイン - 志田博英
- ガン&パイロ - パイロテック（大宮敏明）
- スタントコーディネート - 釼持誠
- プロデューサー - 佐藤涼一、高橋萬彦
- 企画協力 - 古賀誠一
- 制作 - テレビ朝日、共同テレビジョン